# Primal (serie animata)
Primal è una serie televisiva animata statunitense del 2019, creata e diretta da Genndy Tartakovsky.
La serie viene trasmessa negli Stati Uniti su Adult Swim dall'8 ottobre 2019.
Una rivisitazione in stile film dei primi quattro episodi, intitolata Primal: Tales of Savagery, è stata proiettata al London West Hollywood di Beverly Hills il 21 novembre 2019. Questa versione è stata presentata nella categoria Miglior film d'animazione durante la 92ª edizione dei premi Oscar, tuttavia non è stata nominata. Nell'agosto 2020 la serie è stata rinnovata per una seconda stagione composta da 10 episodi, trasmessa in anteprima dal 21 luglio 2022. I critici hanno elogiato la serie, in particolare l'animazione, il ritmo, il montaggio e la narrazione. La serie ha vinto tre Emmy Award come Miglior realizzazione animata.

## Trama
Ambientato in un mondo preistorico anacronistico e fantastico, Primal racconta del legame tra un Neanderthal e una Tyrannosaurus (chiamati rispettivamente Spear e Fang nelle note di produzione e nei titoli di coda) che uniti da un passato tragico decidono di unirsi e lottare insieme per la sopravvivenza. Le loro avventure li porteranno a scontrarsi con diverse creature, anche fantastiche, e con uomini dell'età del ferro.

## Episodi
| Stagione         | Episodi | Prima TV USA | Prima TV Italia |
| ---------------- | ------- | ------------ | --------------- |
| Prima stagione   | 10      | 2019-2020    | inedita         |
| Seconda stagione | 10      | 2022         | inedita         |

## Personaggi
Rispetto ad altri show di Tartakovsky, l'opera inizialmente presenta solo i due protagonisti che durante il loro viaggio incontrano diverse specie preistoriche, fantastiche o varie tribù di ominidi. Tartakovsky ha affermato che sebbene lo show sia un'opera di fantasia, gli animali che appaiono nella serie sono basati su animali preistorici reali, bestie mitologiche e alcune completamente inventate dagli artisti coinvolti nel progetto, come dinosauri ibridi.

### Personaggi principali
- Spear (doppiato da Aaron LaPlante) - un uomo di Neanderthal muscoloso e dall'incredibile forza ma dall'animo buono. Il suo nome Spear significa lancia che è la sua principale arma da combattimento. La sua tragedia inizia quando la sua compagna e suoi figli vengono attaccati e divorati da un branco di tyrannosauroidi cornuti. Sebbene sia riuscito a superare il suo iniziale desiderio di suicidarsi, Spear sta ancora imparando a far fronte alla perdita. Per questo sviluppa un profondo legame con Fang, anch'essa segnata da una perdita, ed è disposto a fare qualsiasi sacrificio per proteggerla. Nonostante il suo animo buono quando entra in battaglia Spear dà sfogo ad una furia animale e sanguinaria. Nonostante ciò cerca sempre di evitare lo scontro e odia chi uccide senza motivo. Spear non parla e comunica unicamente attraverso versi animaleschi e urla, ma riesce comunque ad imparare il nome di Mira.
- Fang - un tyrannosauro femmina di medie dimensioni color verde. Il suo nome Fang significa zanna, per via di un dente sovrasviluppato della mandibola. La sua tragedia inizia con la morte dei suoi cuccioli, causata dallo stesso branco di tyrannosauroidi cornuti che ha ucciso la famiglia di Spear. A differenza di Spear, che è ancora traumatizzato e sta ancora affrontando la perdita dei suoi cari, Fang è in grado di affrontare la sua perdita molto più velocemente. Inizialmente, tenta di affermare il suo dominio su Spear, ma alla fine i due arrivano a rispettarsi a vicenda come pari, ed entrambi sono disposti a rischiare la vita per salvare l'altro. Dopo un incontro con un Titanoboa che è riuscita a uccidere, Fang ha sviluppato un'ofidiofobia. Col passare del tempo, mostrerà sempre più un'intelligenza superiore rispetto ai suoi simili, grazie anche agli insegnamenti di Spear e Mira. Nel venire catturati dalla crudele regina d'egitto, Fang dimostrerà di provare disgusto nel vedere uccidere chi non vuole difendersi.

### Personaggi ricorrenti
- Mira (doppiato da Laëtitia Eïdo) - una donna Homo sapiens calva e virtuosa che era stata resa schiava da un clan vichingo, e che una volta liberatasi si unisce a Spear e Fang. Durante la sua permanenza con i due dimostra di essere molto abile con il tiro con l'arco, le lance, le asce e la cucina. Viene nuovamente ricatturata dai suoi aguzzini, ma viene liberata nuovamente da Spear e Fang insieme ad altri membri della sua tribù per poi decidere di rimanere con Spear e Fang nel loro viaggio. Contrariamente a Spear, parla arabico. Col tempo i due verso la fine si innamoreranno. Osservando gli affreschi fatti da Spear che raccontano la sua storia e della morte della sua famiglia, ne rimane distrutta. Comprendendo che egli è rimasto da solo. Innamoratasi decide di giacere con lui e di dargli un figlio. Cosa che alla fine avviene. Mira rimane incinta e partorisce una bambina dai lungi capelli neri e dal fisico robusto come il padre.
- Famiglia di Spear - la sua compagna, un figlio e una figlia che vengono attaccati e divorati da un branco di tyrannosauroidi cornuti sotto gli occhi impotenti di Spear. Vengono uccisi nel primo episodio, ma riappaiono attraverso visioni e flashback in tutta la serie.
- Figli di Fang - i due cuccioli di Fang, come la famiglia di Spear, vengono divorati nel primo episodio dagli stessi tyrannosauroidi cornuti che hanno divorato la famiglia di Spear, ma riappaiono attraverso visioni e flashback in tutta la serie.
- Red - un tyrannosauro maschio di colore rosso e grigio che fa amicizia e si accoppia con Fang. Viene accidentalmente ucciso da Fang quando Red comincia ad attaccare un villaggio e Spear e lei è costretta a fermarlo per proteggere quest'ultimo.
- Vidarr (doppiato da Fred Tatasciore) - Il capo della tribù vichinga responsabile della schiavitù di Mira e del suo popolo e antagonista principale della seconda stagione. Insieme al figlio maggiore Eldar, cercherà vendetta contro Spear e Fang dopo che quest'ultimi hanno ucciso suo moglie e il suo figlio minore, ed il resto della sua tribù. Tormentato dalla perdita della sua famiglia, e con la conseguente perdita del figlio maggiore, la sua anima tormentata e vendicativa viene reclamata dal mostruoso ed infernale dio Surtur, che lo trasforma in un gigante di fuoco per compiere la sua vendetta contro i protagonisti.
- Ima (doppiata da Amima Koroma)- Una regina egiziana nonché comandante di un'immensa nave-fortezza e antagonista secondario della seconda stagione. Spietata e tirannica, cattura i protagonisti per utilizzarli come strumenti di guerra nelle sue battaglie e ruberie, senza alcun riguardo verso gli innocenti.
- Eldar (doppiato da Fred Tatasciore) - Il figlio maggiore del capoclan. Si unisce a suo padre nella loro ricerca di vendetta contro Spear e Fang per la distruzione della loro tribù, ma viene ucciso nella colluttazione contro i due.
- Rikka (doppiato da MyAnna Buring) - Membro di una tribù di vichinghi, moglie del capoclan e madre dei loro due figli. È tra i vichinghi uccisi durante la furia di Spear e Fang nel villaggio vichingo per salvare Mira.
- Kamau (doppiato da Imari Williams)- Membro di una tribù africana di giganti, è un uomo dall'indole buona e altruista, che viene catturato e schiavizzato insieme al suo popolo (tra cui sua figlia) da un esercito egiziano per essere usato come strumento di guerra, data la sua immensa mole e forza. Obbligato dalla spietata regina egiziana, Kamu ha commesso massacri orribili che lo hanno traumatizzato. Solo l'amore della figlia tenuta prigioniera, riesce a fargli mantenere la lucidità mentale. Grazie all'aiuto di Spear e Fang riuscirà a ribellarsi e a liberare i suoi compagni.
- Figlia di Spear - è la figlia di Mira e Spear. Spear prossimo alla fine, si unisce a Mira che per amore vuole concedergli un figlio. Tempo dopo nasce una bambina che crescendo dimostra una forza come quella del padre e del suo coraggio che galoppa uno dei figli di Fang divenuto adulto.

### Personaggi secondari
- Capo (doppiato da Adam Fergus) - l'amichevole capo di un villaggio celtico che soccorre Spear quando questo si ritrova alla deriva, accogliendolo nel suo villaggio.
- Charles (doppiato da Jacob Dudman) - Uno scienziato e membro della Historical Society che teorizza la correlazione tra l'uomo primitivo e quello moderno, sostenendo la teoria che sotto determinate condizioni anche l'uomo più civilizzato per sopravvivere può regredire ad uno stato primordiale.
- Lord Darlington (doppiato da Jeremy Crutchley) - Uno scienziato inglese ed ex campione di boxe il cui maniero ospita la Historical Society composta scienziati da ben istruiti, che inizialmente dubita dell'ipotesi evoluzionistica di Charles. Si ricrederà dopo aver sconfitto un terribile, ferocissimo folle cannibale evaso da un manicomio, grazie ad un raptus di primordiale istinto selvaggio.
- Blakely (doppiato da Giles Matthey) - Uno scienziato occhialuto e membro della Historical Society, che viene messo al tappeto e quasi usato come scudo umano contro le pistole di Darlington e Charles dal pazzo cannibale.
- Bertie (doppiato da Jeremy Crutchley) - Uno scienziato anziano e membro della Historical Society che viene ucciso da un paziente evaso da un manicomio.
- Giroud (doppiato da Fred Tatasciore) - Uno scienziato francese e membro della Historical Society che viene ucciso da un paziente evaso da un manicomio.
- Stevens (doppiato da Jacob Dudman) - Il maggiordomo di Lord Darlington che viene ucciso da un paziente evaso da un manicomio.
- Connestabile (doppiato da Aaron LaPlante) - Un poliziotto senza nome.
- Il Pazzo (doppiato da Fred Tatasciore)- Un folle e sadico cannibale dall'aspetto primitivo evaso da un manicomio nell'Inghilterra del 1890. Dotato di forza e abilità impressionanti, aggredisce gli scienziati della Historical Society uccidendone alcuni, per poi essere finito da Lord Darlington stesso, il quale regredisce al suo stadio primordiale per salvare il collega Charles.
- Predatore notturno- Un feroce dinosauro carnivoro dalle fattezze di un Megaraptoridae che uccide le sue prede con facilità e precisione estrema, riuscendo a rendersi invisibile tramite un liquido nero altamente infiammabile.
- Tirannosauri cornuti - Quattro dinosauri carnivori (uno molto più grande degli altri) riconoscibili per la loro pelle nera con striature rosse e i vistosi corni ossei sul muso. All'inizio della serie uccidono le famiglie di Spear e Fang, che li eliminano grazie ai loro sforzi combinati.

## Produzione

### Concezione e sviluppo
Secondo Tartakovsky, Primal è stato uno dei primi lavori che scartò perché pensava non avrebbe fatto presa sul pubblico. Man mano che imparava sempre di più su ciò che attirava le persone nei suoi show, voleva sperimentare quei tratti artistici, in particolare l'uso di nessun dialogo e momenti lenti e catartici. Ha anche affermato che il metodo con cui si è avvicinato a show e film d'animazione ha iniziato a rallentare in termini di energia dopo Il laboratorio di Dexter. Quando iniziò a lavorare alla quinta stagione di Samurai Jack, il cerchio era tornato al punto di partenza. Per le sue ispirazioni, Tartakovsky ha citato Conan il Barbaro e romanzi pulp vintage, oltre a film come Revenant - Redivivo. Tartakovsky sentiva che le persone non avrebbero preso sul serio lo show perché stavano "infrangendo le regole" avendo "un uomo e un dinosauro vissuti insieme", quindi sottolineò che lo show rappresentava più lo studio del personaggio, un viaggio tra "amici" su due personaggi molto diversi ma legati dalla tragedia.
La prima stagione è composta da 10 episodi. Il 31 agosto 2020 la serie è stata rinnovata per una seconda stagione composta anch'essa da 10 episodi.

## Distribuzione

### Trasmissione internazionale
- 8 ottobre 2019 negli Stati Uniti su Adult Swim;[1]
- 8 ottobre 2019 in Canada su Adult Swim;[6]
- 17 gennaio 2020 nel Regno Unito su E4;[7]
- 13 aprile 2020 in Africa su Showmax;[8]
- 23 settembre 2020 in Germania su TNT Comedy;[9]
- febbraio 2021 in Nuova Zelanda su TVNZ Duke;
- 9 giugno 2021 in Francia e Paesi Bassi in DVD;[10][11]
- 3 dicembre 2021 in Russia su 2x2;
- In America Latina su HBO Max.